# Merriam-Marder
Der Merriam-Marder (Martes caurina) ist eine im Westen Nordamerikas von der Pazifikküste von Kalifornien bis zum südöstlichen Alaska und landeinwärts bis Wyoming, Montana und Idaho verbreitete Raubtierart aus der Gattung der Echten Marder. Sie sieht dem Fichtenmarder sehr ähnlich und wird manchmal als dessen Unterart angesehen.

## Merkmale
Äußerlich ist der Merriam-Marder vom Fichtenmarder kaum zu unterscheiden (Merkmalsbeschreibung siehe dort). Clinton Hart Merriam gab in seiner Erstbeschreibung an, dass der Kehlfleck des Merriam-Marders mehr orangerot gefärbt ist, während der Kehlfleck des Fichtenmarders gelb oder weißlich ist. Außerdem ist die Schnauze des ersteren breiter und kürzer, die Paukenblase (Bulla auditiva oder Bulla tympanica), eine Knochenkapsel, die Teile des Mittel- und Innenohrs umgibt, ist kürzer und weniger aufgebläht, das Stirnbein ist breiter, die ersten oberen Prämolaren in Ober- und Unterkiefer sind schmaler, die oberen Molaren sind größer.

## Lebensraum und Lebensweise
In den Küstenwäldern Kaliforniens kommt der Merriam-Marder vor allem in größeren, geschlossenen Wäldern mit hohen, alten Bäumen und einer dichten räumlich ausgedehnte Strauchschicht vor. Er ernährt sich in Kalifornien vor allem von mittelgroßen Hörnchenarten. Außerdem werden relativ oft Streifenhörnchen, Gleithörnchen und Vögel erbeutet.

## Systematik
Der Merriam-Marder wurde im Jahr 1890 durch den amerikanischen Zoologen Clinton Hart Merriam als eigenständige Art beschrieben. Wright stellte 1953 fest, dass Martes caurina im westlichen Montana mit dem Fichtenmarder hybridisiert, und machte ersteren zu einer Unterart des Fichtenmarders. Später wurde der Merriam-Marder in verschiedenen zoologischen Nachschlagewerken und Standardwerken als Unterart des Fichtenmarders behandelt. Carr und Hicks untersuchten aber schon 1997 den Genfluss zwischen beiden Formen und kamen zu dem Ergebnis, dass es sich bei Martes caurina um eine eigenständige Art handeln muss. Spätere Untersuchungen bestätigen dies. Die American Society of Mammalogists erkennt den Merriam-Marder inzwischen als eigenständige Art an. Wahrscheinlich haben beide Formen die Letzte Kaltzeit in unterschiedlichen südlichen Refugien überdauert (der Merriam-Marder im Westen und der Fichtenmarder im Osten der USA) und sind dadurch voneinander isoliert worden. Heute leben beide Arten im Westen Nordamerikas weitgehend allopatrisch. Beide Arten hybridisieren im südlichen Montana und auf Kuiu Island vor der Küste des südöstlichen Alaska miteinander.

## Belege
1. 1 2  C. Hart Merriam: Description of a new marten (Mustela caurina) from the north-west coast region of the United States. North American Fauna, 4, 1890, S. 27–29. PDF
2. 1 2  Serge Larivière & Andrew P. Jennings: Family Mustelidae (Weasels and relatives). in Don E. Wilson, Russell A. Mittermeier: Handbook of the Mammals of the World – Volume 1 Carnivores. Lynx Editions, 2009, ISBN 978-84-96553-49-1. S. 628.
3. ↑  Keith M. Slauson & William J. Zielinski: Seasonal specialization in diet of the Humboldt marten (Martes caurina humboldtensis) in California and the importance of prey size. Journal of Mammalogy 98 (6), 2017, S. 1697–1708, DOI: 10.1093/jmammal/gyx118
4. ↑  Philip L. Wright: Intergradation between Martes americana and Martes caurina in western Montana. Journal of Mammalogy 34 (1), 1953, S. 74–86 DOI: 10.2307/1375946
5. ↑  Martes americana In: D. E. Wilson, D. M. Reeder: Mammal Species of the World. Johns Hopkins University Press, 2005, ISBN 0-8018-8221-4. online
6. 1 2  Steven M. Carr, S. A. Hicks: Are there two species of marten in North America? Genetic and evolutionary relationships within Martes. in Martes: Taxonomy Ecology Techniques and Management (Hrsg. Proulx G, Bryant HN, Woodard PM) S. 15–28. The Provincial Museum of Alberta, Edmonton, 1997.
7. 1 2  Karen D. Stone, Joseph A. Cook: Molecular evolution of the holarctic genus Martes. Molecular Phylogenetics and Evolution 24, 2002, S. 169–179, DOI: 10.1016/S1055-7903(02)00229-4
8. 1 2 3  Maureen P. Small, Karen D. Stone u. Joseph A. Cook: American marten (Martes americana) in the Pacific Northwest: Population differentiation across a landscape fragmented in time and space. Molecular Ecology 12 (1), 2003, S. 89–103, DOI: 10.1046/j.1365-294X.2003.01720.x
9. ↑  Dawson, N. G. und J. A. Cook:. Behind the genes: diversification of North American martens (Martes americana and M. caurina). DOI: 10.7591/9780801466076-005 S. 23–38 in K. B. Aubry, W. J. Zielinski, M. G. Raphael und S. W. Buskirk, editors. Biology and conservation of martens, sables, and fishers: a new synthesis. Cornell University Press, Ithaca, New York, 2012.
10. ↑  Pacific Marten Seite der American Society of Mammalogists